# Vasco Rato
Vasco Fernando Ferreira Rato (Alcanena, 31 de Janeiro de 1962) é um professor português de Ciência Política e Relações Internacionais. Foi presidente da Fundação Luso-Americana para o Desenvolvimento (FLAD) entre 2014 e 2020.

## Biografia
Licenciado e mestre em Ciência Política, pela Universidade de Manitoba, no Canadá, e doutor na mesma área, pela Universidade de Georgetown, nos EUA, é professor auxiliar da Universidade Lusíada de Lisboa, membro do Conselho Científico do Instituto Português de Relações Internacionais e conferencista na Universidade de Georgetown.
Foi chefe de redação da revista Política Internacional e tem artigos sobre as suas áreas de investigação publicados nas revistas Nação e Defesa, Análise Social, Risco e Revista de Ciência Política. Fez parte do Conselho Editorial da revista portuguesa Atlântico, onde também publicou diversos ensaios.
Na comunicação social foi colunista da na revista Sábado, onde também participa no podcast Conselho de Segurança, com João Carlos Barradas e Nuno Tiago Pinto; tendo colaborado nos jornais Novo, Diário de Notícias, O Independente, O Liberal, Diário Económico e também no Semanário; foi comentador de assuntos políticos e internacionais na Rádio Renascença, na RTP2 e no programa SIC Internacional, na SIC. 
Com Carlos Gaspar, foi co-autor de Rumo à Memória: Crónicas da Crise Comunista. 
É autor dos livros De Mao a Xi, recomendado por Carlos Gaspar na página da Fundação Francisco Manuel dos Santos - e de "Tsunami - Trump, Trumpismo e a Europa", lançado em fevereiro de 2023.
Militante do Partido Social Democrata, Vasco Rato foi membro da direção ("Comissão Política") de Luís Marques Mendes, e apoiante destacado da liderança de Pedro Passos Coelho. 
Seria o governo chefiado por Passos Coelho, em 2014, a indicar Vasco Rato para presidente da FLAD, onde sucedeu à socialista Maria de Lurdes Rodrigues, que por sua vez tinha sucedido ao também social-democrata Rui Machete. Nesse cargo, em que permaneceu até 2019, lançou diversos programas na área da Segurança Energética e Educação, incluindo o FLAD Life Science 2014, um prémio científico no valor de 800 mil euros, então presidido pela investigadora Maria Manuel Mota, Prémio Pessoa 2013. Foi sucedido no cargo pela técnica superior da Função Pública Rita Faden, ex-diretora geral no Ministério dos Negócios Estrangeiros e ex-chefe de gabinete de António Costa . 